# Categorías estoicas
Categorías estoicas son ideas con respecto a las  categorías del ser: las clases de ser más fundamentales para todas las cosas. Los estoicos creían que había cuatro categorías (sustancia, cualidad, disposición, disposición relativa) que eran las divisiones últimas. Dado que ahora no poseemos ni una sola obra completa de Zenón de Citium, Cleantes o Crisipo de Solos, lo que sabemos debe reunirse a partir de varias fuentes:  doxografías y las obras de otros filósofos que discuten a los estoicos para sus propios fines.

## Resumen
La presente información proviene de Plotino y  Simplicius, con evidencia adicional de  Plutarch of Chaeronea y Sexto Empírico. Según Plotino y Simplicio, había cuatro categorías estoicas, a saber:
- Sustancia (ὑποκείμενον  hypokeímenon  "subyacente")
  - La materia primaria, sustancia informe ("ousia") que forma las cosas.
- Cualidad (ποιόν  poión  "como qué")
  - La forma en que se organiza la materia para formar un objeto individual. En la física estoica, un ingrediente físico ( pneuma : aire o aliento) que informa el asunto.
- "de alguna manera dispuesto" (πὼς ἔχον  pós échon )
  - Características particulares, no presentes dentro del objeto, como tamaño, forma, acción y postura.
- "dispuesto de alguna manera en relación con algo" (πρός τί πως ἔχον  prós tí pos échon )
  - Características que están relacionadas con otros fenómenos, como la posición de un objeto en el tiempo y el espacio en relación con otros objetos.

Jacques Brunschwig proporciona un ejemplo sencillo de las categorías estoicas en uso:
Soy una cierta masa de materia y, por tanto, una sustancia, un algo existente (y hasta ahora eso es todo); Soy un hombre, y este hombre individual que soy, y por lo tanto calificado por una cualidad común y peculiar; Estoy sentado o de pie, dispuesto de cierta manera; Soy el padre de mis hijos, el conciudadano de mis conciudadanos, dispuesto de cierta manera en relación a otra cosa.

## Fondo
Tanto el Estoicismo, como el Aristotelismo se deriva de las tradiciones  Platónicas y  Socráticas. Los estoicos sostenían que todo ser (ὄντα) - aunque no todas las cosas (τινά) - son  corpóreas. Aceptaron la distinción entre  cuerpos concretos y  abstracto, pero rechazaron a  Aristóteles y su enseñanza de que el ser puramente incorpóreo existe. Así, aceptaron la idea de  Anaxágoras (como hizo Aristóteles) de que si un objeto está caliente, es porque alguna parte de un cuerpo de calor universal había entrado en el objeto. Pero, a diferencia de Aristóteles, ampliaron la idea para cubrir todos los  accidentes. Por tanto, si un objeto es rojo, será porque alguna parte de un cuerpo rojo universal ha entrado en el objeto.
Además, los estoicos se diferenciaron de Aristóteles en su clara distinción entre términos concretos y abstractos. Técnicamente hablando, las cuatro categorías estoicas son de cuerpos concretos. Para Aristóteles, "blanco, blancura, calor" y "caliente" eran cualidades. Para los estoicos, sin embargo, la calidad se refiere al "blanco", pero no a la "blancura"; caliente", pero no al "calor". Además, creían que hay cuerpos concretos sin abstracción correspondiente, algo que no tiene sentido en términos aristotélicos.
Era evidente que la mera distinción entre sustancia concreta y calidad concreta no era una base suficiente para la lógica. Sócrates en Hipias mayor había señalado problemas en el enfoque de Anaxágoras, explicando todos los atributos a través de su presencia en un cuerpo de la forma en que un cuerpo puede estar contenido en otro. En ese  diálogo, Hipias trató de explicar la belleza a Sócrates. Sócrates encuentra fallas en sus explicaciones, que la belleza es una hermosa doncella, que la belleza es oro, que la belleza es salud, riqueza y una larga vida.
Aristóteles resolvió el problema al proponer que los atributos accidentales son seres no sustanciales no inherentes en las sustancias. Él define esta presencia diciendo "Por estar 'presente en un sujeto' no me refiero a presente como las partes están presentes en un todo, sino a ser incapaz de existir aparte de dicho sujeto." (  Las Categorías  1a 24–26)
Tal presencia incorpórea causó problemas a los estoicos al decir que la  οὐσία de una cosa es su  materia. Es fácil comprender el problema. Si hay un ser insustancial, en Atenas, de alguna manera presente en Sócrates, lo que hace que esté sustancialmente presente en Atenas, parece que nos enfrentamos a una regresión infinita, ya que parecería haber un Sócrates insustancial en la insustancial Atenas en Sócrates, en Atenas, etc. En última instancia, ¿quién puede decir quién es el verdadero Sócrates y cuál es la verdadera Atenas? Se pueden hacer argumentos similares de las otras categorías de Aristóteles. ¿Hubo una carrera insustancial en Arquímedes que le hizo correr desnudo por las calles de  Siracusa, gritando su inmortal  Eureka? ¿Hubo un puño insustancial en Atenea que la hizo golpear a Afrodita como relata la Ilíada?

Una vez que Hera habló, Atenea salió corriendo en su persecución, 

encantada en su corazón. Cargando Afrodita, 

la golpeó en el pecho con su poderoso puño.

Fue el esfuerzo por resolver los problemas planteados por los Platónicos y Peripatéticos lo que llevó a los estoicos a desarrollar sus categorías, "dispuestos de alguna manera" y "dispuestos de alguna manera en relación con algo". El hecho de que el estoicismo, más que el platonismo o el aristotelismo, se convirtiera en la filosofía prominente del mundo antiguo se debe en parte al enfoque que adoptaron para resolver el problema.
Según Stephen Menn las dos primeras categorías, sustancia y calidad, fueron reconocidas por  Zeno. La cuarta categoría "dispuesta de alguna manera en relación con algo" parece haber sido desarrollada en la época de  Aristo. La tercera categoría, "dispuesto de alguna manera" se ve por primera vez en Crisipo de Solos.
La necesidad de términos relativos, visto en la cuarta categoría "dispuesto de alguna manera en relación con algo" es más obvia que la necesidad de la tercera categoría "dispuesto de alguna manera" y, por lo tanto, parece haber surgido primero.
Aristóteles había utilizado términos relativos de una manera un tanto general. Esas cosas se llaman relativas, las cuales, ya sea que se dice que son de otra cosa o que se relacionan con otra cosa, se explican por referencia a esa otra cosa. (Las Categorías 6a 37–38) Por eso dice que "el conocimiento" y "la cosa conocida" son parientes. Ciertamente, se puede considerar el conocimiento como algo que existe propiamente en su sujeto. El propio Aristóteles reconoció un tipo de relación muy diferente. "Con respecto a la relación, no hay un cambio adecuado; pues, sin cambiar, una cosa será ahora mayor y ahora menor o igual, si aquello con lo que se compara ha cambiado en cantidad." (Metaphysics 1088a 33–35) En el primer caso, se puede decir que un término relativo es algo "en" su sujeto. En el segundo caso, no puede. De ahí la necesidad de "disponer de alguna manera en relación con algo" para explicar cómo una cosa puede ser relativa a otra sin la presencia de nada corpóreo en un sujeto.
Según Stephen Menn, la tercera categoría, "de alguna manera dispuesto", probablemente fue reconocida primero en relación con las virtudes. Según Sócrates, la virtud era una especie de conocimiento. El sabio actuará virtuosamente, ya que lo verá como lo correcto. Pero el ignorante no puede evitar el vicio. La posición estoica sostenía que un sabio poseerá todas las virtudes en su plenitud. Aristo había argumentado que en realidad sólo hay una virtud diferenciada como "de alguna manera dispuesta en relación con algo". Esto parecía ser demasiado parecido a la posición de la escuela de filosofía megará. Crisipo llegó así a ver las virtudes como cuerpos distintos, inseparables unos de otros "dispuestos de alguna manera" en sí mismos y no en relación con algo. De ahí la necesidad de la tercera categoría.

## Crítica neoplatónica
Plotino criticó tanto las categorías de Aristóteles como las de los estoicos. Sin embargo, su estudiante Porfirio defendió el plan de Aristóteles. Justificó esto argumentando que deben interpretarse estrictamente como expresiones, más que como realidades metafísicas. El enfoque puede ser justificado, al menos en parte, por las propias palabras de Aristóteles en "Las categorías". Boecio "la aceptación de la interpretación de Porfirio llevó a su aceptación por la filosofía Escolástica.
Al plan estoico no le fue tan bien. Plotino escribió...

Además, si no hacen vida y alma más que este "pneuma",
¿Cuál es la importancia de esa repetida calificación de ellos "en un
cierto estado, "su refugio cuando se ven obligados a reconocer algunos
principio de actuación aparte del cuerpo? Si no todo pneuma es un alma, pero
miles de ellos sin alma, y sólo el pneuma en este "cierto
estado "es alma, ¿qué sigue? O este" cierto estado ", este
la forma o configuración de las cosas, es un ser real o no es nada.
Si no es nada, solo existe el pneuma, el "estado cierto"
no ser más que una palabra; esto conduce imperativamente a la afirmación
que sólo la Materia existe, el Alma y Dios son meras palabras, lo más bajo solo
es.
Si por el contrario esta "configuración" es realmente existente-
algo distinto del subyacente o Materia, algo que reside
en Materia pero inmaterial en sí misma como no construida a partir de Materia, entonces
debe ser una Razón-Principio, incorpórea, una Naturaleza separada. Archivado el 22 de febrero de 1997 en Wayback Machine.

## Otras lecturas
- de Harven, Vanessa (2010). Everything is Something: Why the Stoic ontology is principled, coherent and comprehensive. Paper presented to Department of Philosophy, Berkeley University.
- de Harven, Vanessa (2012). The Coherence of Stoic Ontology. PhD dissertation, Department of Philosophy, Berkeley University.
- Menn, Stephen (1999). 'The Stoic Theory of Categories', in Oxford Studies in Ancient Philosophy, Volume XVII. Oxford University Press ISBN 0-19-825019-3, pp. 215–247.